# Стефан I Котроманић
Стефан I Котроманић (1242 — 1314), или Стефан III, је био бан Босне од 1290. до 1314. године. Назива се још и Стефан Котроман, према дубровачким писцима.
Био је господар жупе Врхбосне, а у јесен 1284. године оженио се Јелисаветом, ћерком српског краља Драгутина. Као своје области имао је још и жупе Бањицу, Земуник, Врбању, Доње Краје, Пливу и Луку. Око 1302, бана Стефана потиснули су брибирски кнезови Шубићи и он се склонио у области свога таста, српскога краља Драгутина. Једно време (1287—1290) владао је заједно са својим братом Пријездом II. Њихов отац био је Пријезда I босански бан (1250—1287).

## Биографија
Стефан је био син Пријезде I и Јелисавете. Рођен је 1242. године у Земунику или Јајцу (Доњи Краји). Имао је тројицу браће, Пријезду II, Стефана и Вука, и сестру Катарину. Стефан је наследио оца између 1287. и 1290. године. Једно време владао је заједно са братом Пријездом. Стефан се оженио ћерком српског краља Драгутина, Јелисаветом Немањић. Тиме је дошао под његов утицај.
Након смрти краља Ладислава IV (1290) у Угарској је избио грађански рат. За краља је крунисан његов рођак Андрија III Млечанин (1290-1303). Против његове власти устао је Карло II Анжујац, муж Ладиславове сестре Марије. Угарски престо намеравао је да обезбеди своме сину Карлу Мартелу. На страни Анжујаца био је и папа Никола IV који је крунисао Карла Мартела (1290-1295) за угарског краља. На њихову страну прешли су брибирски кнезови Шубићи: Павле I, Јурај II и Младен I. Како је друга Драгутинова ћерка била удата за Павла Шубића, он и његов зет, Стефан I Котроманић, стали су на страну Карла Мартела Анжујског. Мартел је умро 1295. године, а као представник Анжујаца појавио се његов син, Карло Роберт, кога је подржавао и нови папа Бонифације VIII. Иако је имао свега дванаест година, папа је Карла Роберта прогласио краљем 1297. године.
Шубићи нису били поуздани савезници Анжујаца настојећи да од обе стране добију поседе. Циљ им је био запоседање Босне због чега се почетком 1299. године Павле прозвао "господарем Босне" (dominus).  Своме брату Младену I доделио је титулу бана. Шубићи су овладали читавом Босном сем Доњих Краја којима је владао Хрватин Стјепанић, родоначелник Хрватинића, иначе вазал Павла Шубића. Павле је почетком 14. века стао на страну Карла Роберта. Андрија Млечанин је умро 1300. године, вероватно од тровања. Стефан Котроманић поражен је од Младена I у бици која је 1301. године вођена негде на Дрини. Потиснут је на крајњи исток земље, уз Дрину. Драгутин је у то време био у рату са својим братом те му није могао помоћи. Истовремено је био умешан и у грађански рат у Угарској настојећи да круну обезбеди своме сину Владиславу, који је био ожењен рођаком покојног Андрије, Констанцом Морозини. Владислав је на престо имао исто толико права као и Карло Роберт. Босански јеретици стају на страну Стефана I. У сукобу са њима, Младен је погинуо 1304. године. Павле од 1305. године носи титулу господара читаве Босне. Међутим, умро је 1312. године.
Павлов наследник, Младен II, тешко се одржавао на очевим територијама. Најпре је изгубио Задар (1313) кога осваја Млетачка република. Стефан I је умро 1314. године. У наредном период води се рат између Милутина и Младена II око Хумске земље.

## Породично стабло
|  |                         |  |  |  |  |  |  |  |  |  |  |  |  |  |  |  |
|  | 2. Пријезда I           |  |  |  |  |  |  |  |  |  |  |  |  |  |  |  |
|  |                         |  |  |  |  |  |  |  |  |  |  |  |  |  |  |  |
|  |                         |  |  |  |  |  |  |  |  |  |  |  |  |  |  |  |
|  | 1. Стефан I Котроманић  |  |  |  |  |  |  |  |  |  |  |  |  |  |  |  |
|  |                         |  |  |  |  |  |  |  |  |  |  |  |  |  |  |  |
|  |                         |  |  |  |  |  |  |  |  |  |  |  |  |  |  |  |
|  | 3. Јелисавета Славонска |  |  |  |  |  |  |  |  |  |  |  |  |  |  |  |
|  |                         |  |  |  |  |  |  |  |  |  |  |  |  |  |  |  |
|  |                         |  |  |  |  |  |  |  |  |  |  |  |  |  |  |  |

## Породица
Стефан и Јелисавета имали су шесторо деце:
- Владислав Котроманић (1295-1354), отац Твртка Котроманића.
- Стефан II Котроманић
- Нинослав
- Син непознатог имена
- Катарина, удата за Николу од Захумља (1338)
- Марија